# 松平家廣 (形原松平家)
松平家廣（？－1571年4月3日）是日本戰國時代武將。形原松平家第4代當主。三河國形原城（蒲郡市形原町東古城）城主。父親是第3代當主松平親忠。幼名是佐太郎、又七郎。正室是於丈之方（水野忠政的女兒，於大之方的姐姐）。兒子有松平家忠。女兒是石川數正的妻子。

## 生平
父親親忠仕於松平清康，清康在天文4年（1535年）被殺害（森山崩）。此後家廣在織田信秀於天文9年（1540年）進攻安祥城（現今安城市安城町赤塚）以及小豆坂之戰時期的動向不明。在妻子的實家水野氏背叛今川氏並接近織田氏時，家廣與主君廣忠一同與妻子離婚。在桶狹間之戰後的永祿5年（1562年），織田氏和松平氏和睦後與今川氏敵對。於同年繼任家督並成為薩摩守。在元龜2年2月29日（1571年4月3日）死去。
墓所在愛知縣蒲郡市西浦町北馬場的光忠寺。法名是元忠院殿仁譽孝呈道伯。